# Encinar tropical

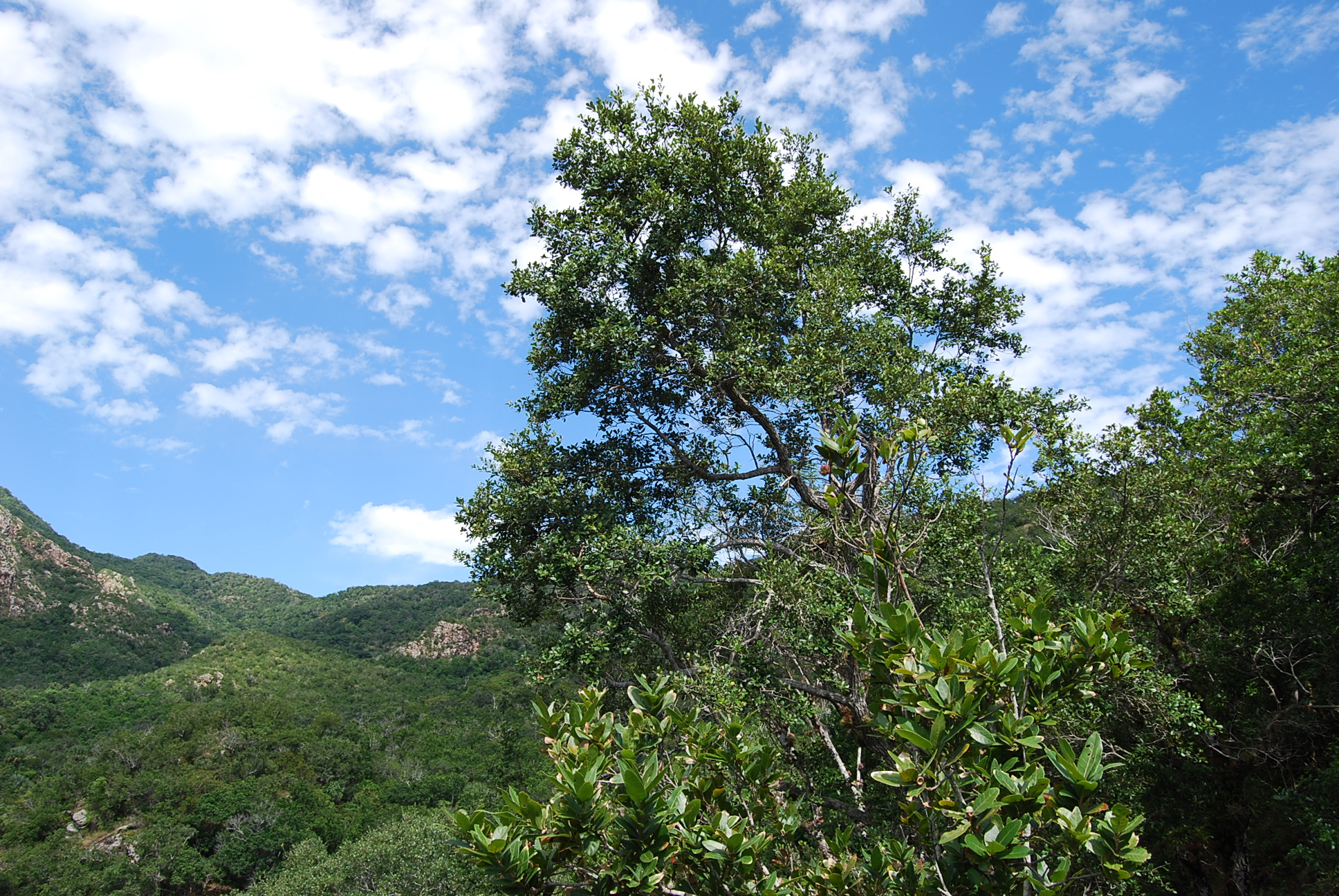
Encinar tropical en Alto Lucero, Veracruz, cerca de la central nucleoeléctrica de "Laguna Verde"

El bosque tropical esclerófilo (Quintero, 1974) o encinar tropical es un tipo de vegetación de origen templado que logró ajustarse a las condiciones climáticas cálido húmedas de las zonas bajas de latitudes tropicales. Es posible que estos encinares tuvieran un papel relevante como refugio florístico y faunístico durante el Pleistoceno (Prance, G.T. 1982). Estas comunidades arbóreas sobrevivientes del Pleistoceno, se comprende que debido a las bajas temperaturas durante la última glaciación se pudieron desarrollar a bajas altitudes y latitudes, inclusive hasta Costa Rica, pero al término de la glaciación solo sobrevivieron comunidades aisladas, las cuales se terminaron adaptando al clima cálido de la planicie costera del Golfo. Cabe notar que Sarukhán (1968) y Sousa (1968) señalaron esta posibilidad debido a la conexión que presentan estos encinares tropicales con encinares de zonas más altas, donde también se presentan las especies de Quercus de los bosques tropicales.

## Generalidades
Los encinares tropicales presentan gran afinidad climática con las selvas, a diferencia de los bosques de encino templados mucho más diversos, los tropicales solo se componen de una, dos o tres especies de encinos perennifolios, que con escasos acompañantes de otras especies conforman una comunidad poco densa (Marquez Ramírez, 2005) con un estrato de no más de 15 m. aunque en ecotonía con las selvas puede alcanzar hasta 25 o 30 m., generalmente se encuentra rodeada por selva baja caducifolia, selva alta o mediana perennifolia o subperennifolia y pastizales, inclusive con humedales, tal es el caso de los encinares tropicales del sur de Veracruz y los de Tabasco. Se desarrollan sobre suelos pobres, someros o con limitante rocosa de tipo volcánica donde han desarrollado una asociación mutualista con micorrizas (hongos asociados a la raíz)(Boucher, 1981). La principal especie que compone los encinares tropicales es Quercus oleoides, aunque también se encuentran Quercus conspersa, Q. sororia, Q. affinis, Q. glaucescens, Q. castanea, Q. sopotaefolia y Q. peduncularis.

## Descripción
Los encinares tropicales tienen gran afinidad climática con la selva alta perennifolia y la selva mediana subperennifolia y subcaducifolia principalmente. Es el factor edáfico el que determina la fisonomía y composición florística de las zonas contiguas al encinar tropical. Los suelos donde pueden presentarse estos bosques pueden ser suelos aluviales muy antiguos, formados del arrastre de cenizas volcánicas, con abundante grava cuarzosa en forma de cantos rodados, y se sitúan en las partes altas de lomeríos donde el drenaje superficial es muy fuerte. También se establecen en suelos derivados de materiales ígneos rocosos o cenizas, de tipo extrusivo o intrusivo, que se presenta en forma de mesas emergidas entre material calizo frágil, como puede observarse en la planicie costera del norte de Veracruz y las estribaciones de la Sierra Norte de Puebla, así como en San Luis Potosí e Hidalgo. En estas circunstancias los suelos pueden ser negros, arcillosos, someros, que sobreyacen a rocas basálticas o lateralíticos indiferenciados profundos y rojos, igualmente derivados de ceniza volcánica. Un tercer tipo de suelo típico de encinar tropical se presenta arenoso y de origen reciente, en planicies costeras de la zona de Tampico, Tecolutla y Nautla, en la zona del Golfo Norte (Pennington y Sarukhán, 1998

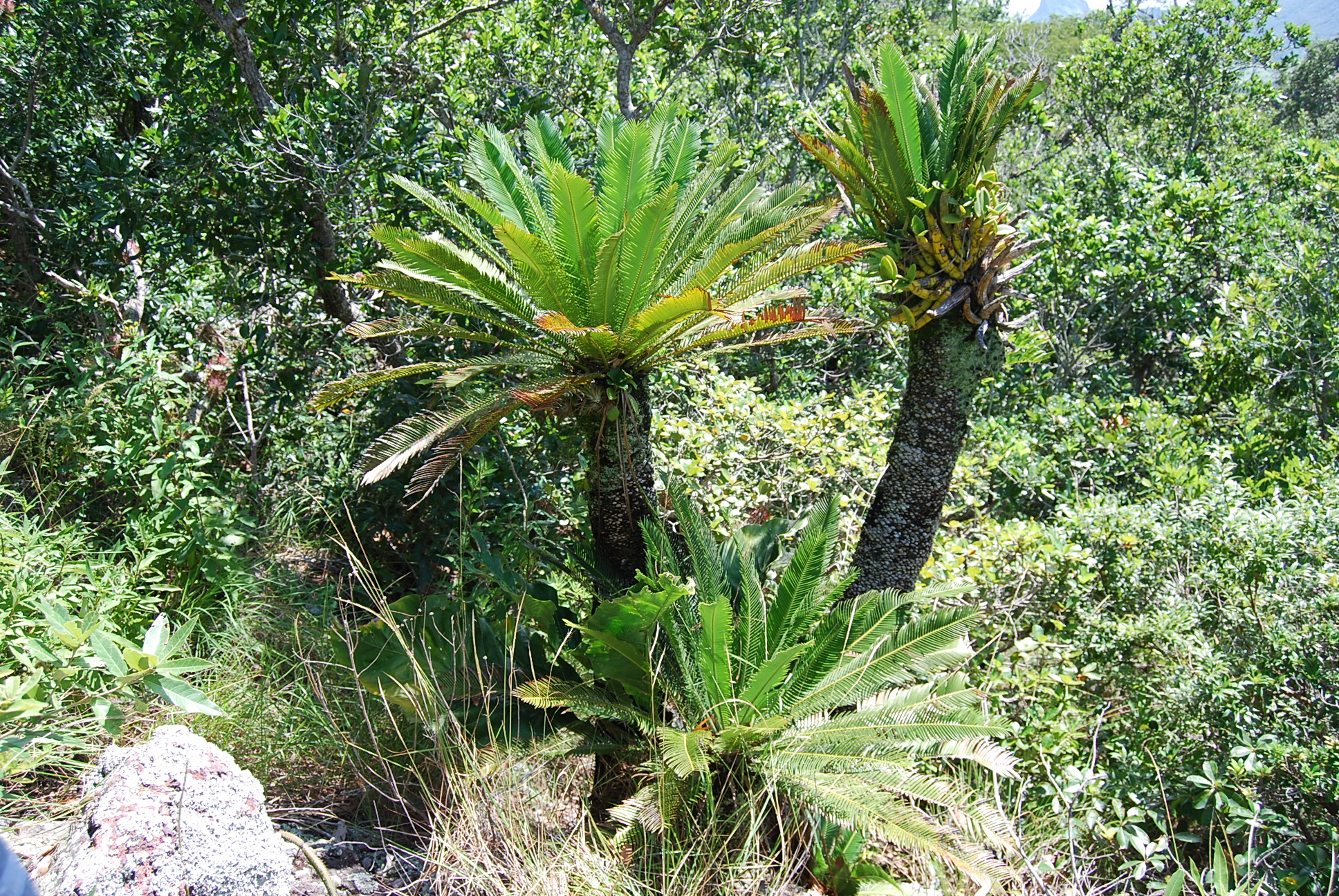
Cícadas en el sotobosque de un encinar tropical.

La vertiente del Golfo de México es conocida por su exuberante vegetación conformada por selvas, manglares, vegetación riparia, palmares y pantanos, ecosistemas típicos del trópico, sin embargo también se encuentra un tipo especial de bosque de encinos, vegetación típica neártica, de climas templados pero aquí sobre la llanura costera, en clima cálido y rodeados de selvas y otras comunidades tropicales. 

Este ecosistema tan especial se presenta en forma de fragmentos desde Tamaulipas hasta Tabasco, inclusive en Oaxaca y Chiapas, siempre como comunidades aisladas a menos de 800 metros sobre el nivel del mar. Los encinares tropicales de la planicie costera del Golfo se hallan particularmente en Aldama y Soto la Marina, en Tamaulipas; en pequeños relictos en el norte de Puebla e Hidalgo; Rzedowski (1966) cita la presencia de encinares tropicales puros de Q. oleoides en la Huasteca potosina sobre suelos arcillosos rojos o amarillos; en ciertas condiciones pueden incluir especies típicas de selva de Brosimun alicastrum; algunas especies son: Bursera simaruba, Carpodiptera ameliae, Ceiba pentandra, Dendropanax arboreus, Tabebuia rosea, Zinowiewia integerrima y Zuelania guidonia. En el norte de Puebla los encinares tropicales ocupan afloramientos ígneos que se presentan en forma intermitente y de pequeñas islas biogeográficas en medio de la selva mediana perennifolia en las estribaciones de la Sierra Norte. Estos bosques incluyen especies de selva tales como Ficus glaucescens, Sapium lateriflorum, Tapirira macrophyla y Alchornea latifolia; en Veracruz se encuentran pequeños bosques aislados al norte de Tepetzintla, una franja discontinua de mayor importancia cercana a Comapa, Xalapa, Actopan y Laguna Verde, un relicto entre el Puerto de Veracruz y Alvarado, y como pequeños manchones aislados entre Acayucan y Soteapan hasta Playa Vicente. Gómez Pompa (1966) describe los encinares de Misantla, Colipa y Nautla, en Veracruz, desarrollándose en la costa sobre suelos arcillosos y derivados de rocas basálticas. En la región de Tuxtepec, en Oaxaca, los encinares tropicales se presentan de igual forma en partes altas de lomeríos típicos en suelos con fuerte drenaje, de textura gravosa y en las partes bajas no es raro que se entremezcle con la selva alta perennifolia. Sousa Sánchez (1966) describe los encinares de los Tuxtlas en condiciones edáficas semejantes, a menos de mil metros de altitud sobre el mar. De igual forma en el centro de Tabasco se extienden hasta Chiapas e incluso en la Depresión Central colindando con sabanas o selva baja caducifolia. En algunos lugares de Chiapas, el encinar tropical puede presentar especies de selva alta tales como Vochysia guatemalensis y Terminalia amazonica (Pennington y Sarukhán, 199)).

### Importancia de los encinares tropicales
Debe destacarse también su papel ecológico preponderante, pues los bosques de encino resultan ser excelentes biomejoradores edáficos, ya que propician el desarrollo y el rejuvenecimiento del suelo a causa de la incorporación constante de hojas y permiten un control natural así como eficiente de la erosión, siendo también buenos retensores de suelo evitando desplazamientos en las pendientes. Asimismo, evitan el abatimiento de los mantos acuíferos, la desecación y azolve de presas, así como tolvaneras, entre otros aspectos de índole ecológica. Poseen resistencia como barrera ante huracanes y vientos fuertes, ya que son árboles muy robustos y fuertemente anclados al suelo. Y por si eso fuera poco, estos árboles constituyen un alto potencial de atractivo paisaje escénico, en donde numerosas epifitas como las orquídeas, las bromelias, anturios, peperomias e inclusive hasta cactáceas crecen en los encinos del bosque, además de mantener en el sotobosque otras especies interesantes como cícadas (Dioon edule, Zamia inermis y Z. loddigesii, las dos primeras en peligro de extinción), palmas (Sabal mexicana, Acrocomia aculeata, Chamaedorea elegans) y dioscoréas; en suma, en los encinos se conforman importantes nichos ecológicos de los ecosistemas.

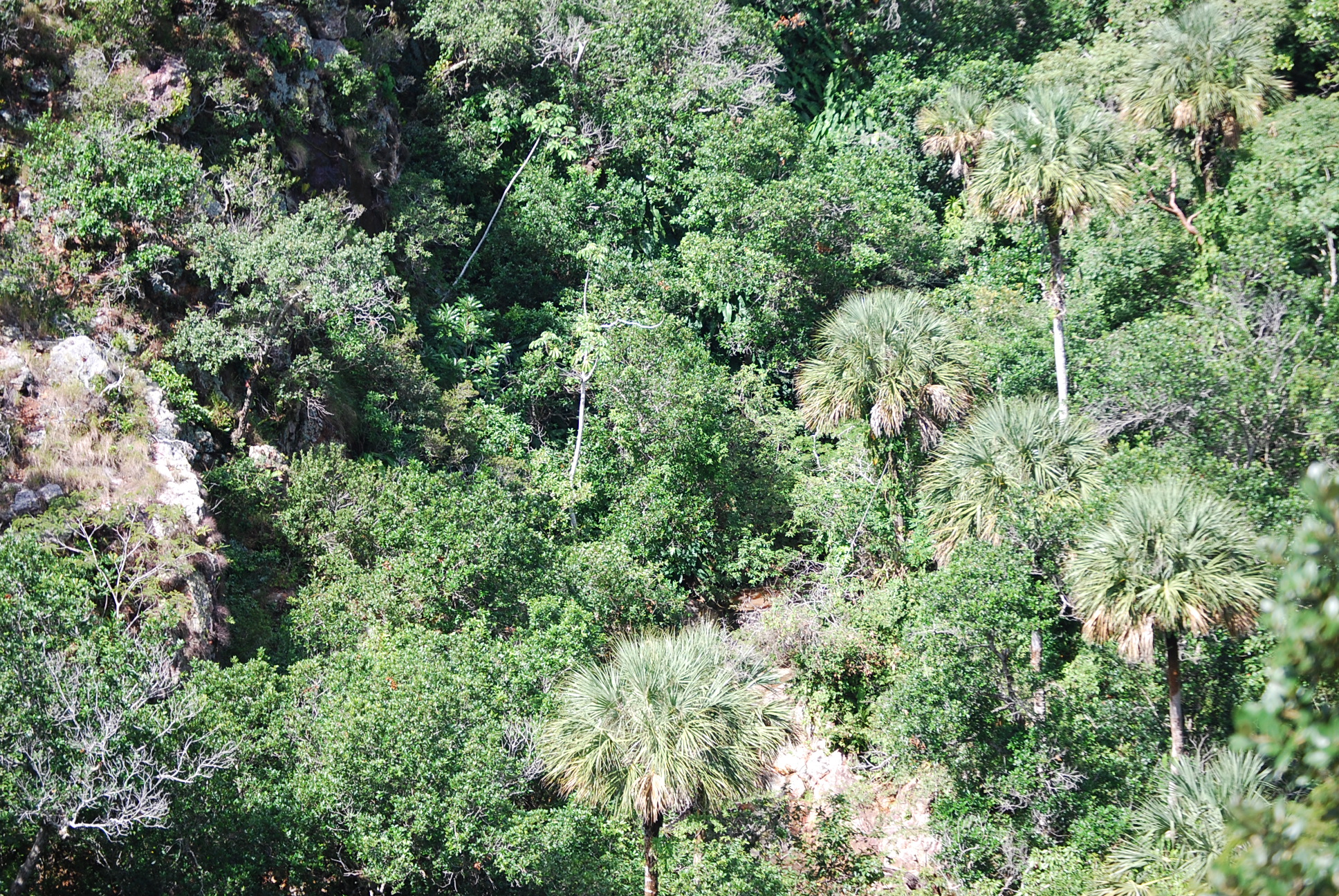
Palmas (Sabal mexicana) en un encinar tropical de la vertiente del Golfo de México.

Los encinares tropicales son muy importantes para la fauna, son fuente de alimentación ya que sus bayas son devoradas por una gran cantidad de mamíferos como cotuzas, pecaríes, venados, ardillas, ratones, cerdos, etc., y por las aves, algunos de estos animales también encuentran en los encinos sitios ideales para anidación, reproducción y caza. Al estar inmersos entre ecosistemas tropicales exuberantes mantienen estrecha relación con la ecología de dichos ecosistemas, funcionando como corredores y hábitat de la fauna. Una característica peculiar de estos bosques es que suelen mantener humedad en el suelo durante todo el año, además la humedad obtenida de la niebla en épocas de sequía mantiene el sotobosque con gran variedad de hierbas y epífitas, excelentes microhábitats para anfibios y reptiles, por tanto la mayoría de las especies faunísticas (inclusive aves) no tienen que migrar a otros sitios, manteniendo una abundancia y diversidad relativamente constante a lo largo del año a causa de la disponibilidad de especies base de la cadena trófica (Prance, 1982).

### Problemática
Por las características de su madera, los bosques de encino han sido muy explotados con fines forestales para la extracción de madera, para la elaboración de carbón y tablas para el uso doméstico, lo cual provoca que este tipo de vegetación tienda a fases secundarias las que a su vez sean incorporadas a la actividad agrícola y principalmente pecuaria (Rezedowski, 1978). Una vez talado el bosque de encinos, su recuperación es difícil puesto que al ser de crecimiento lento suelen establecerse primero las especies ruderales y de rápido desarrollo de las selvas o pastizales aledaños, impidiendo la recuperación del bosque original. En el caso de incendios forestales o quemas periódicas debido a la roza la recuperación del bosque es aún más difícil ya que aparte de los problemas anteriores, el fuego destruye los hongos micorrízicos del suelo dificultando el crecimiento de nuevos encinos o la regeneración de árboles a partir de los tocones, además de reducir la fertilidad natural del suelo al volatilizar los compuestos nitrogenados. Esta pérdida promueve que en encinares deforestados se formen acahuales de selvas, este cambio afecta gravemente a poblaciones faunísticas vulnerables, con baja movilidad y alta dependencia del encinar tropical, como algunos reptiles y los anfibios del bosque en general. En otros casos, la perturbación intensa de los encinares tropicales produce una vegetación típicamente sabanoide con una drástica degradación de suelos.

En algunas zonas, como la cuenca del río Coatzacoalcos y el Papaloapan, o la Huasteca, los suelos de encinares tropicales se han utilizado para cultivos extensivos de piña y caña de azúcar. También extensas áreas se han deforestado para la fabricación de carbón, cercas y durmientes. En la zona de Tuxtepec y Loma Bonita, en Oaxaca se presentan especies probablemente indicadoras de disturbio tales como Acrocomia aculeata, Byrsonima crassifolia y Curatella americana.

Actualmente la Comisión Nacional para el conocimiento y uso de la biodiversidad (CONABIO) ha determinado dos importantes regiones terrestres prioritarias que presentan este tipo de bosques, una en la región tamaulipeca y la segunda en el centro de Veracruz, las cuales presentan problemas comunes de deforestación y transformación a pastizales o sabanas debido principalmente a la actividad agrícola y ganadera. 

Siendo México el país con mayor diversidad de encinos en el mundo, poco conocemos sobre la biología, ecología, etnobotánica, y menos aún, sobre el aprovechamiento sustentable de este útil y valioso ecosistema que es el bosque tropical de encino.

## Nota sobre pinares tropicales
Con una menor extensión con respecto a los encinares tropicales, también pueden encontrarse dispersos pero en algunos casos como la zona de San Luis Acatlán en Guerrero, o El Tuito en Jalisco, se presentan extensos pinares de 300 a 800 m s. n. m. También suelen presentarse en Los Tuxtlas, Veracruz; Pueden encontrarse de manera discontinua a lo largo de la Sierra Madre del Sur, en los estados de Oaxaca, Guerrero, incluso cerca de Arriaga, Chiapas. La principal especie que los compone es Pinus oocarpa, con especies tropicales nativas o introducidas tales como Bursera simaruba, Cecropia obtusifolia, Mangifera indica, entre otras (Pennington y Sarukhán, 1998).